# Колб, Клодия
Клодия Энн Колб (англ. Claudia Anne Kolb, в браке Томас, англ. Thomas; род. 19 декабря 1949, Хейвард, Калифорния) — американская пловчиха, двукратная чемпионка летних Олимпийских игр 1968 года, трёхкратная чемпионка Панамериканских игр 1967 года.

## Биография
Клодия Энн Колб родилась в 1949 году в Хейварде. На летних Олимпийских играх 1964 года 14-летняя Колб завоевала серебряную медаль в плавании 200 м брассом, уступив представительнице СССР Галине Прозуменщиковой. После этого начала заниматься комплексным плаванием. На Панамериканских играх 1967 года победила на дистанциях 200 и 400 м комплексным плаванием и 200 м баттерфляем, а также заняла второе место в плавании 200 м брассом. На летних Олимпийских играх 1968 года завоевала золотые медали на дистанциях 200 и 400 м комплексным плаванием. За свою карьеру она установила 23 мировых рекорда.
После Олимпийских игр 1968 года Колб завершила спортивную карьеру, в дальнейшем работала тренером. В 1967 году журнал Swimming World назвал её пловчихой года. В 1975 году она была включена в Зал Славы мирового плавания.